# Kingman (Arizona)
Kingman je město v okrese Mohave County ve státě Arizona ve Spojených státech amerických.
K roku 2010 zde žilo 28 068 obyvatel. S celkovou rozlohou 77,7 km² byla hustota zalidnění 258,6 obyvatel na km².